# Теория Фредгольма
Теория Фредгольма — раздел теории интегральных уравнений; в узком смысле — изучающий интегральные уравнения Фредгольма, в широкой трактовке — представляющий совокупность методов и результатов в спектральной теории операторов Фредгольма и использующих понятие ядер Фредгольма в гильбертовом пространстве.
Названа в честь основного разработчика — шведского математика Эрика Ивара Фредгольма.

## Однородные уравнения
Большая часть теории Фредгольма касается нахождения решений интегрального уравнения:
{\displaystyle g(x)=\int _{a}^{b}K(x,y)f(y)\,dy}.
Данное уравнение естественно возникает во многих задачах физики и математики, как обращение дифференциального уравнения. То есть, ставится задача решить дифференциальное уравнение:
{\displaystyle Lg(x)=f(x)},
где функция {\displaystyle f} — задана, а {\displaystyle g} — неизвестна. Здесь {\displaystyle L} — линейный дифференциальный оператор. Например, можно взять за {\displaystyle L} эллиптический оператор:
{\displaystyle L={\frac {d^{2}}{dx^{2}}}},
в таком случае решаемое уравнение становится уравнением Пуассона. Общий метод решения таких уравнений состоит в том, чтобы посредством функций Грина, то есть, не действуя впрямую, попытаться решить уравнение:
{\displaystyle LK(x,y)=\delta (x-y)},
где {\displaystyle \delta (x)} — дельта-функция Дирака. Далее:
{\displaystyle g(x)=\int K(x,y)f(y)\,dy}.
Данный интеграл написан в форме интегрального уравнения Фредгольма. Функция {\displaystyle K(x,y)} известна как функция Грина, или ядро интеграла.
В общей теории, {\displaystyle x} и {\displaystyle y} могут принадлежать любому многообразию; вещественная прямая или {\displaystyle m}-мерное евклидово пространство в простейших случаях. Общая теория также часто требует, чтобы функции принадлежали к заданному функциональному пространству: часто, пространству квадратично интегрируемых функций или пространству Соболева.
Фактически используемое функциональное пространство часто определяется в решении задачи на собственные значения дифференциального оператора; то есть по решениям:
{\displaystyle L\psi _{n}(x)=\omega _{n}\psi _{n}(x)},
где {\displaystyle \omega _{n}} — собственные числа, а {\displaystyle \psi _{n}(x)} — собственные векторы. Множество собственных векторов образует банахово пространство, а, где существует естественное скалярное произведение, то и гильбертово пространство, на котором имеет место теорема Рисса. Примерами таких пространств служат ортогональные многочлены, которые встречаются в виде решений класса обыкновенных дифференциальных уравнений второго порядка.
Если задать гильбертово пространство, то ядро может быть записано в форме:
{\displaystyle K(x,y)=\sum _{n}{\frac {\psi _{n}^{*}(x)\psi _{n}(y)}{\omega _{n}}}},
где {\displaystyle \psi _{n}^{*}} — двойственен к {\displaystyle \psi _{n}}. В данной форме, объект {\displaystyle K(x,y)} часто называют оператором Фредгольма или ядром Фредгольма. То, что это то же самое ядро, следует из полноты базиса гильбертова пространства, а именно:
{\displaystyle \delta (x-y)=\sum _{n}\psi _{n}^{*}(x)\psi _{n}(y)}.
Поскольку {\displaystyle \omega _{n}} обычно возрастает, то результирующие собственные значения оператора {\displaystyle K(x,y)} убывают к нулю.

## Неоднородные уравнения
Неоднородное интегральное уравнение Фредгольма:
{\displaystyle f(x)=-\omega \phi (x)+\int K(x,y)\phi (y)\,dy}
может быть написано формально как:
{\displaystyle f=(K-\omega )\phi }.
Тогда формальное решение:
{\displaystyle \phi ={\frac {1}{K-\omega }}f}.
Решение в этой форме известно как резольвентный формализм, где резольвента определена как оператор
{\displaystyle R(\omega )={\frac {1}{K-\omega I}}}.
Заданному набору собственных векторов и собственных значений {\displaystyle K} можно сопоставить резольвенту конкретного вида:
{\displaystyle R(\omega ;x,y)=\sum _{n}{\frac {\psi _{n}^{*}(y)\psi _{n}(x)}{\omega _{n}-\omega }}}
с решением:
{\displaystyle \phi (x)=\int R(\omega ;x,y)f(y)\,dy}.
Необходимое и достаточное условие существования такого решения — одна из теорем Фредгольма. Резольвента обычно раскладывается в ряд по степеням {\displaystyle \lambda =1/\omega }, в таком случае она известна как ряд Лиувилля-Неймана. Тогда интегральное уравнение записывается как:
{\displaystyle g(x)=\phi (x)-\lambda \int K(x,y)\phi (y)\,dy}
Резольвента пишется в альтернативной форме:
{\displaystyle R(\lambda )={\frac {1}{I-\lambda K}}}.

## Определитель Фредгольма
Определитель Фредгольма обычно определяется как:
{\displaystyle \det(I-\lambda K)=\exp \left[-\sum _{n}{\frac {\lambda ^{n}}{n}}\operatorname {Tr} \,K^{n}\right]},
где {\displaystyle \operatorname {Tr} \,K=\int K(x,x)\,dx}, {\displaystyle \operatorname {Tr} \,K^{2}=\iint K(x,y)K(y,x)\,dx\,dy} и так далее. Соответствующая дзета-функция:
{\displaystyle \zeta (s)={\frac {1}{\det(I-sK)}}.}
Дзета-функцию можно рассматривать как определитель резольвенты. Дзета-функция играет важную роль в изучении динамических систем; это тот же общий тип дзета-функции, что и дзета-функция Римана, однако в случае теории Фредгольма соответствующее ядро неизвестно. Существование данного ядра известно как гипотеза Гильберта — Пойа.

## Основные результаты
Классические результаты данной теории — это теоремы Фредгольма, одна из которых альтернатива Фредгольма.
Один из важных результатов общей теории это то, что указанное ядро — это компактный оператор, где пространство функций — это пространство равностепенно непрерывных функций.
Выдающимся родственным результатом является теорема об индексе, относящаяся к индексу эллиптических операторов на компактных многообразиях.

## История
Статья Фредгольма 1903 года в Acta mathematica — одна из важнейших вех в создании теории операторов. Давид Гильберт развил понятие гильбертова пространства в том числе в связи с исследованием интегральных уравнений Фредгольма.